# Chorozinho (tiểu vùng)
Chorozinho là một tiểu vùng thuộc bang Ceará, Brasil. Tiều vùng này có diện tích 1290 km², dân số năm 2007 là 57192 người.